# Митропа куп 1940.
Митропа куп 1940. је било 14. издање клупског фудбалског такмичења Митропа купа.
Такмичење је трајало од 11. јуна док није прекинуто због рата 17. јула 1940. године. Учествовале су само екипе из Југославије, Румуније и Мађарске.  Рапид Букурешт и  Ференцварош су остварили пласман у финале које је отказано због рата. 

## Резултати

### Четвртфинале
| Меч | Клуб             | Држава                | укупан рез. | Држава             | Клуб           | 1. утак. | 2. утак. | Плеј-оф |
| --- | ---------------- | --------------------- | ----------- | ------------------ | -------------- | -------- | -------- | ------- |
| 1   | МТК              | Мађарска              | 1:5         | Краљевина Румунија | Рапид Букурешт | 1:2      | 0:3      |         |
| 2   | БСК              | Краљевина Југославија | 4:0         | Краљевина Румунија | Венус Букурешт | 1:0      | 3:0      |         |
| 3   | Славија Сарајево | Краљевина Југославија | 4:11        | Мађарска           | Ференцварош    | 3:0      | 1:11     |         |
| 4   | Грађански Загреб | Краљевина Југославија | 5:0         | Мађарска           | Ујпешт         | 4:0      | 1:0      |         |

### Полуфинале
| Меч | Клуб             | Држава                | укупан рез. | Држава             | Клуб           | 1. утак. | 2. утак. | Плеј-оф |
| --- | ---------------- | --------------------- | ----------- | ------------------ | -------------- | -------- | -------- | ------- |
| 1   | Грађански Загреб | Краљевина Југославија | 0:01        | Краљевина Румунија | Рапид Букурешт | 0:0      | 0:0      | 1:1     |
| 2   | БСК              | Краљевина Југославија | 5:9         | Мађарска           | Ујпешт         | 4:2      | 1:7      |         |

Напомена: 1 Плеј-оф утакмица је завршена резултатом 1:1, након тога је жребом одлучено да Рапид Букурешт пролази у финале.

### Финале
Финале између Ференцвароша и Рапида из Букурешта је отказано због Другог светског рата.